# Kaba (Burkina Faso)
Pour les articles homonymes, voir Kaba.
Kaba est une commune rurale située dans le département d'Arbollé de la province du Passoré dans la région Nord au Burkina Faso.

## Géographie
Kaba est situé à environ 12 km au sud d'Arbollé, le chef-lieu du département, et de la route nationale 2 allant vers le nord-ouest du pays. Le village est à environ 40 km au sud-est de Yako.

## Santé et éducation
Kaba accueille un centre de santé et de promotion sociale (CSPS) tandis que le centre médical avec antenne chirurgicale (CMA) de la province se trouve à Yako.